# 藤井静香
藤井 静香（ふじい しずか、1979年5月5日 - ）は、日本の元AV女優。
神奈川県出身。

## 略歴
- 1999年：『約束』でAVデビュー。
- 現在は結婚しており、子供もいる。TBSのワイドショー「ジャスト」の1コーナー、「亭主改造計画」に家族で出演、その際には全くの素人という立場であった。

## 作品

### アダルトビデオ
1999年
- 約束（1999年2月26日）
- 宇宙少女DX　FRESH ANGEL（1999年4月24日）
- 放課後泥棒（1999年5月19日）
- 若草のメロディ 藤井静香（メディアステーション）
- リボン白書 藤井静香（メディアステーション）

2006年
- 宇宙企画Memorial　藤井静香（2006年2月10日）